# 10376 Chiarini
10376 Chiarini è un asteroide della fascia principale. Scoperto nel 1996, presenta un'orbita caratterizzata da un semiasse maggiore pari a 2,6780653 UA e da un'eccentricità di 0,2542938, inclinata di 13,53279° rispetto all'eclittica.
L'asteroide è dedicato a Francesca e Gabriele Chiarini, nipoti di Giorgio Sassi, cofondatore dell'Osservatorio San Vittore.